# Радио Ангушт
«Радио Ангушт» — ингушская национальная радиостанция FM-диапазона, вещавшая  с 3 августа 2010 года по 12 декабря 2015 года на частоте 104,0 МГц и 107,4 МГц.

## История
3 августа 2010 года радиостанция «Ангушт» впервые вышла в эфир.
21 января 2013 года журналистка радио А. М. Нальгиева победила в номинации «Лучшая аналитическая программа на радио» на региональном этапе V Всероссийского фестиваля по тематике обеспечения безопасности и спасения людей «Созвездие мужества».
В том же году радиостанция «Ангушт» включена в список номинантов независимой премии RADIO STATION AWARDS 2014
Радио «Ангушт» вещал круглосуточно и являлся единственной радиостанцией такого рода в Ингушетии. Целью радио являлась духовное и патриотическое воспитание населения республики. Деятельность радиостанции также направлена на противодействие коррупции, экстремизма и радикализма. Вещание шло на ингушском и русском языках и было рассчитано на охват всей территории Ингушетии, однако волна радио «Ангушт» была слышна и в некоторых районах соседних республик.
Также осуществлялось онлайн-вещание в сети Интернет как на официальном сайте радиостанции, так и на других ингушских интернет-порталах. Это значительно расширяло круг слушателей радио, особенно среди ингушской молодёжи, проживающей за пределами республики.

### Передачи и рубрики
В эфире радиостанции выходили новостные, аналитические и музыкальные передачи по национально-ингушской и исламской тематике. Радио проводило и организовывало различные научные лекции, конкурсы и другие мероприятия светского, религиозного и культурного характера.
В целях научного, духовно-нравственного и культурного просвещения населения и повышения уровня правовой грамотности общества в программах радио «Ангушт» принимали участие общественные деятели, учёные из различных сфер и должностные лица республики.